# Дион, Селин
Сели́н Мари́ Клоде́тт Дио́н (фр. Céline Marie Claudette Dion, МФА (фр.): МФА: [se.lin djɔ̃]о файле; род. 30 марта 1968, Шарлемань, Квебек, Канада) — канадская певица, автор песен, актриса и композитор. Родившаяся в многодетной семье в провинции Квебек, Дион в подростковом возрасте стала звездой во франкоязычном мире после того, как её менеджер и будущий муж Рене Анжелил заложил свой дом, чтобы профинансировать её первую запись. В 1990 году она выпустила англоязычный альбом Unison и утвердилась как певица в Северной Америке и других англоязычных регионах мира.
Дион впервые получила международное признание в 1980-х годах, заняв 3-е место на Музыкальном Фестивале Yamaha в Токио в 1982 году и победив в конкурсе песни «Евровидение 1988», где она представляла Швейцарию. После ряда французских альбомов в начале 1980-х годов она подписала контракт с CBS Records Canada в 1986 году. В 1990-х годах после подписания контракта с Epic Records и выпуска нескольких английских альбомов наряду с другими французскими альбомами она с помощью Анжелила добилась всемирной славы, став одной из самых успешных исполнительниц в истории поп-музыки. Тем не менее, в 1999 году на пике своего успеха Дион объявила о перерыве в карьере для того, чтобы завести семью и проводить время со своим мужем, у которого был диагностирован рак. Она вернулась в поп-музыку в 2002 году и подписала трёхлетний (позже продлённый до почти пяти лет) контракт на ночные выступления в театральном шоу в Колизее в развлекательном комплексе «Сизарс-пэлас» в Лас-Вегасе.
Музыка Дион находилась под влиянием жанров в диапазоне от рока и ритм-н-блюза до госпела и классики. Хотя её творчество часто получало смешанную реакцию критиков, она известна своим технически искусным и мощным вокалом. Дион является самой продаваемой из всех канадских исполнителей, второй певицей в США по данным Nielsen SoundScan и единственной певицей, продавшей по миллиону копий двух синглов в Великобритании. Кроме того, её альбом 1995 года D’eux является самым продаваемым франкоязычным альбомом всех времён. В 2004 году после продажи более 175 миллионов альбомов по всему миру она получила бриллиантовую награду World Music Awards, став самой продаваемой певицей всех времён. По данным Sony Music Entertainment, Дион продала более 220 миллионов альбомов по всему миру. В 2017 году журнал Forbes поместил певицу на четвёртое место в рейтинге самых высокооплачиваемых певиц. По итогам 2018 года Селин Дион заняла девятую позицию в рейтинге самых высокооплачиваемых певиц мира-2018, опубликованном журналом Forbes. Её доход за 2018 год составил 31 миллион долларов.

## Жизнь и карьера

### Детство и начало карьеры
Самая младшая из 14 детей, рождённых у Адемара Диона (1923—2003) и Терезы Танге (20 марта 1927—16 января 2020) — оба франкоканадского происхождения, Селин Дион выросла в римско-католической бедной, но, по её собственным словам, счастливой семье в Шарлемане (ныне район на северо-востоке Монреаля). Музыка всегда была частью семьи (Дион назвали в честь песни «Céline», записанной французским певцом Югом Офрэ за два года до её рождения).
13 августа 1973 года пятилетняя Селин провела своё первое публичное выступление на свадьбе своего брата Мишеля, исполнив песню Кристины Шарбонно «Du fil des aiguilles et du coton». Впоследствии она пела со своими братьями и сёстрами в небольшом фортепиано-баре родителей «Le Vieux Baril». С раннего возраста Дион мечтала стать певицей. В 1994 году в интервью журналу People она вспоминала: „Я скучала по своей семье и дому, но я не жалею, что потеряла свою юность. У меня была одна мечта: я хотела быть певицей“.
В 12 лет Дион вместе с матерью и братом Жаком сочинила свою первую песню „Ce n’était qu’un rêve“ („Это был только сон“). Её брат Мишель Дондалинж Дион послал запись музыкальному менеджеру Рене Анжелилу, чьё имя он обнаружил на обратной стороне альбома Жанетт Рено. Анжелил был тронут до слёз голосом Дион и решил сделать из неё звезду. В 1981 году он заложил свой дом, чтобы профинансировать её первую запись La voix du bon Dieu („Голос Господа“), которая позже стала местным хитом номер один и мгновенно сделала Дион звездой в Квебеке. Её популярность распространилась на другие части мира, когда она приняла участие в музыкальном фестивале Yamaha в 1982 году в Токио (Япония) и получила премию „Лучший исполнитель“, а также золотую медаль за „Tellement j’ai d’amour pour toi“ („У меня столько любви к тебе“) как за „Лучшую песню“.
К 1983 году став первым канадским исполнителем, получившим золотую пластинку во Франции за сингл „D’amour ou d’amitié“ („Любви или дружбы“), Дион также получила несколько наград „Феликс“, в том числе как „Лучшая исполнительница“ и „Открытие года“. Дальнейший успех в Европе, Азии и Австралии пришёл, когда Дион победила в конкурсе песни „Евровидение 1988“ в Дублине (Ирландия), представив Швейцарию с песней „Ne partez pas sans moi“ („Не уходите без меня“). Тем не менее, американский успех был ещё впереди, отчасти потому, что она была исключительно франкоязычная певица. В восемнадцать лет, увидев выступление Майкла Джексона, Дион сказала Анжелилу, что хочет быть звездой, как Джексон. Будучи уверенным в её таланте, Анжелил всё же понял, что её образ необходимо изменить для того, чтобы она могла получить коммерческий успех во всём мире. Дион исчезла со сцены на некоторое время, в течение которого она перенесла стоматологическую операцию, чтобы улучшить свой внешний вид, и была направлена в Школу Берлиц в 1989 году для улучшения английского.
В 1989 году во время тура в поддержку альбома Incognito Дион потеряла голос. Она консультировалась у оториноларинголога Уильяма Гулда. Он поставил её перед выбором: делать операцию на голосовых связках или не использовать их вообще в течение трёх недель. Дион выбрала последнее и прошла вокальное обучение у Уильяма Райли, поскольку, согласно Гулду и Райли, она неправильно использовала голосовые связки.

### 1990—1992:Unison,Dion chante PlamondonиCeline Dion
Выучив английский, в 1990 году Дион дебютировала на англоязычном рынке с альбомом Unison, главный сингл которого первоначально был записан Лорой Брэниган. Она приняла помощь многих признанных музыкантов, в том числе Вито Лупрано и канадского продюсера Дэвида Фостера. Unison получил хорошую оценку критиков: Джим Фабер из Entertainment Weekly написал, что вокальные партии Дион были исполнены «со вкусом без всяких украшений», Стивен Эрльюин из Allmusic назвал альбом «прекрасным утончённым американским дебютом». В альбом были включены синглы «(If There Was) Any Other Way» («(Если был) любой другой путь»), «The Last to Know» («Узнать последним»), «Unison» («Унисон») и «Where Does My Heart Beat Now» («Где моё сердце бьётся сейчас»). Последний стал её первым синглом, попавшим в топ-10 американского чарта Billboard Hot 100, в котором он занял четвёртое место. Альбом утвердил Дион как восходящую певицу в США и по всей континентальной Европе и Азии.
В 1991 году Дион также была солисткой в песне «Voices That Care», посвящённой американским войскам, участвовавшим в операции «Буря в пустыне». Реальный международный прорыв Дион произошёл, когда она записала в дуэте с Пибо Брайсоном заглавный трек к мультфильму «Красавица и Чудовище» в 1991 году. Став и критическим, и коммерческим хитом, песня стала вторым её синглом в американском топ-10 и принесла ей «Оскар» за лучшую песню к фильму и «Грэмми» за лучшее поп-исполнение дуэтом. Дион включила сингл «Beauty and the Beast» в названный в честь себя альбом 1992 года. Благодаря успеху начинающего сингла и сотрудничеству с Фостером и Дайан Уоррен, альбом был принят так же хорошо, как Unison. Умеренного успеха достиг сингл «If You Asked Me To» («„Если бы ты попросил меня“») — кавер-версия песни Патти Лабель из фильма «Лицензия на убийство», занявший четвёртое место в американском чарте Billboard Hot 100, а также синглы «Love Can Move Mountains» («Любовь может двигать горы») и «Nothing Broken But My Heart» («Ничто не разбито, кроме моего сердца»).
В это же время, в 1991 году, Дион выпустила франкоязычный альбом Dion chante Plamondon. Альбом состоял в основном из кавер-версий, но включал четыре новые песни: «Des mots qui sonnent», «Je danse dans ma tête», «Quelqu’un que j’aime, quelqu’un qui m’aime» и «L’amour existe encore». Первоначально он был выпущен в Канаде и Франции в 1991—1992 годах, но затем состоялся международный релиз в 1994 году. Таким образом, он стал первым международным французским альбомом Селин Дион. Сингл «Un garçon pas comme les autres» из мюзикла рок-оперы «Стармания» стал хитом во Франции, достигнув второго места и став золотым. В Квебеке альбому был присвоен статус золотого в день выпуска.
К 1992 году Unison, Céline Dion и выступления принесли Дион статус суперзвезды в Северной Америке. Она достигла одной из своих главных целей: закрепиться на англоязычном рынке и достичь славы. Однако, во время роста популярности в США, её французские поклонники в Канаде критиковали её за пренебрежение ими. Она позже вернула благосклонность фанатов, когда, получив премию «Феликс» в номинации «Английский артист года», публично отказалась от награды. Она заявила, что была и всегда будет французской, а не английской певицей. Кроме коммерческого успеха, произошли изменения и в личной жизни Дион: Анжелил, старший её на двадцать шесть лет, превратился из её менеджера в любовника. Тем не менее, они держали свои отношения в секрете, поскольку опасались, что публика сочтёт их неподобающими.

### 1993—1995:The Colour of My LoveиD’eux
В 1993 году Дион объявила о чувствах к своему менеджеру, назвав его «цветом [своей] любви» в посвящении к своему третьему англоязычному альбому The Colour of My Love. Однако вместо того, чтобы критиковать их отношения, как опасалась Дион, фанаты приняли пару. В конце концов, Анжелил и Дион поженились, проведя экстравагантную свадебную церемонию в декабре 1994 года, которая транслировалась в прямом эфире канадского телевидения.
Поскольку альбом был посвящён её менеджеру, мотивом альбома была любовь и романтика. Он стал самой успешной её записью на тот момент — было продано более шести миллионов экземпляров в США и два миллиона в Канаде, а во многих странах он занял первые места в чартах. Сингл «The Power of Love» («Cила любви») — ремейк хита Дженнифер Раш 1985 года — занял первое место в чартах США, Канады и Австралии, став её самым узнаваемым хитом, пока она не достигла новых высот карьеры в конце 1990-х. Сингл «When I Fall in Love» («Когда я влюбляюсь») — дуэт с Клайвом Гриффином — достиг умеренного успеха в чартах США и Канады и был номинирован на две премии «Грэмми», получив одну. The Colour of My Love также стал первым хитом Дион в Европе и, в частности, в Великобритании. И альбом, и сингл «Think Twice» одновременно занимали вершину британских чартов в течение пяти недель подряд. «Think Twice», который оставался номером один в течение семи недель, в конце концов, стал четвёртым синглом певицы, копии которого были проданы в количестве свыше одного миллиона в Великобритании, а альбом в конечном счёте пять раз стал платиновым после двух миллионов проданных экземпляров.
Дион придерживалась своих французских корней и продолжала выпускать много франкоязычных записей между каждым английским выпуском. Как правило, они имели больше успеха, чем её англоязычные работы. Она выпустила À l’Olympia — концертный альбом, записанный во время одного из концертов Дион в парижской «Олимпии» в 1994 году. В него был включён один рекламный сингл — концертная версия «Calling You», занявшая 75-е место во французском чарте. Она также записала двуязычную версию «Petit Papa Noël» с группой «Элвин и бурундуки» в 1994 году для праздничного альбома A Very Merry Chipmunk («Очень весёлый Бурундук»). D’eux (также известный в США как «Французский альбом») был выпущен в 1995 году и стал наиболее продающимся франкоязычным альбомом всех времён. Альбом был главным образом написан и продюсирован Жан-Жаком Гольдманом и имел огромный успех с синглами «Pour que tu m’aimes encore» и «Je sais pas». «Pour que tu m’aimes encore» достиг № 1 во Франции и оставался на верхней позиции в течение двенадцати недель. Позже он стал платиновым во Франции. Сингл также попал в топ-10 в Великобритании и Ирландии — редкое достижение для французской песни. Второй сингл альбома, «Je sais pas», тоже достиг номера один во французском чарте и стал серебряным во Франции. Эти песни позже стали синглами «If That’s What It Takes» и «I Don’t Know» в следующем английском альбоме Дион Falling into You.
Тогда как критические отзывы колебались, релизы Дион занимали всё лучшие и лучшие места в международных чартах, а в 1996 году она получила премию World Music Awards как «наиболее продающаяся в мире певица года» в третий раз. К середине 1990-х годов она утвердилась как одна из самых продаваемых певиц в мире.

### 1996—1999:Falling into You,Let’s Talk About LoveиS’il suffisait d’aimer

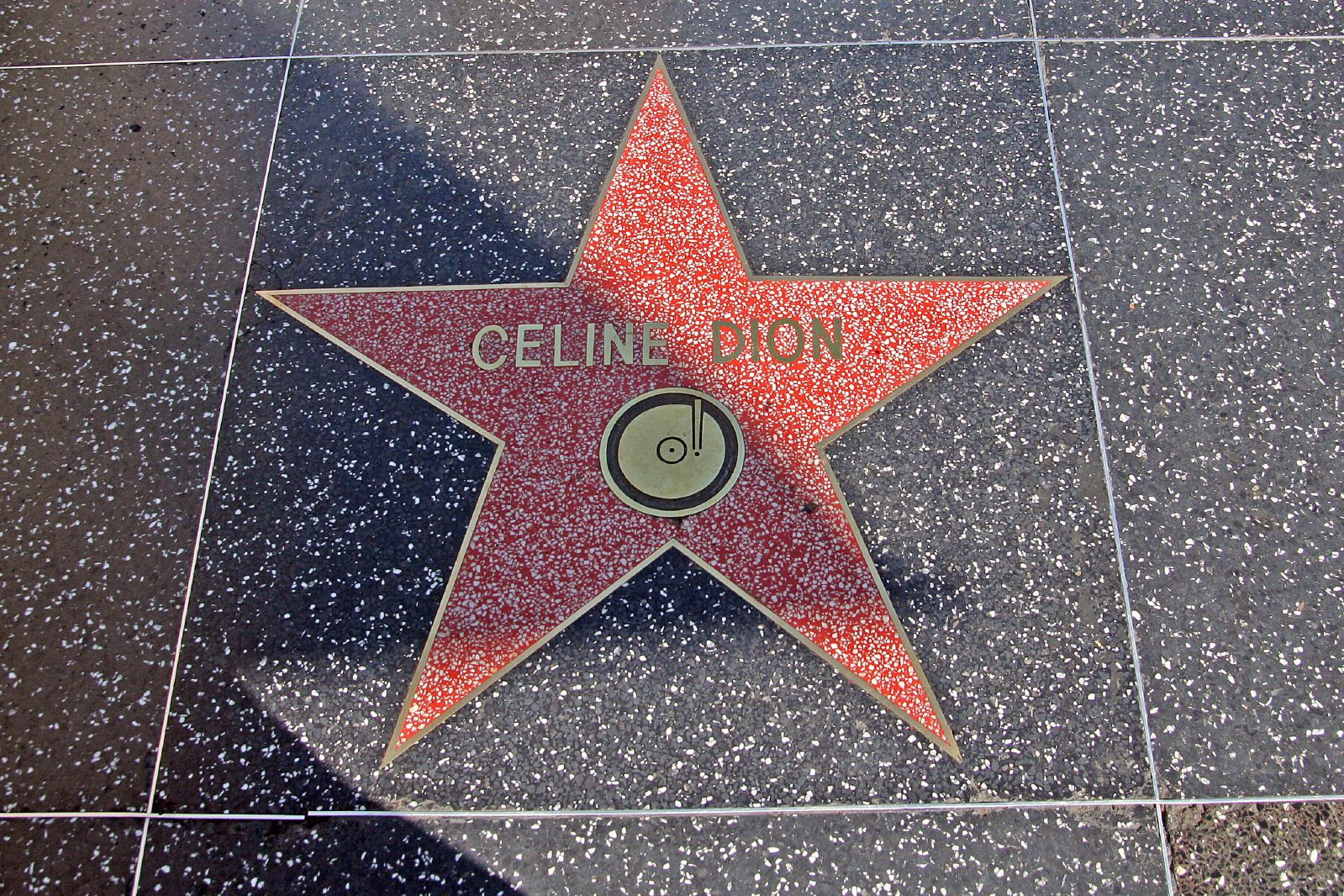
Звезда Селин Дион на Голливудской «Аллее славы»

В 1996 году Дион выпустила четвёртый альбом на английском языке Falling into You, будучи уже в зените своей популярности. В попытке привлечь больше аудитории альбом комбинировал многие элементы, такие, как сложные оркестровые звуки, африканские песнопения и музыкальные эффекты. Кроме того, такие инструменты, как скрипка, испанская гитара, тромбон, кавакиньо и саксофон, создали новое звучание. Синглы охватили множество музыкальных стилей. Заглавный трек «Falling into You» и «River Deep, Mountain High» (кавер Тины Тёрнер) использовали ударные инструменты; «It’s All Coming Back to Me Now» (римейк песни Джима Штейнмана) и ремейк песни Эрика Кармена «All by Myself» сохранили свою атмосферу софт-рока, но были комбинированы с классическими звуками фортепиано; а сингл номер один «Because You Loved Me», который написала Дайан Уоррен, был балладой, послужившей темой фильма «Близко к сердцу».
Falling into You получил лучшие отзывы за карьеру Дион. Хотя Дэн Лерой писал, что он не очень отличается от её предыдущих работ, а Стивен Холден из The New York Times и Натали Николс из Los Angeles Times написали, что альбом был шаблонным, другие критики, такие, как Чак Эдди из Entertainment Weekly, Стивен Томас Эрлевайн из AllMusic и Даниэль Дурххольц назвали альбом «убедительным», «страстным», «стильным», «элегантным» и «удивительно хорошо продуманным». Falling into You стал наиболее критически и коммерчески успешным альбомом Дион: он возглавил чарты во многих странах и стал одним из самых продаваемых альбомов всех времён. В США альбом стал номером один и позже стал 11 раз платиновым после 11 миллионов проданных экземпляров. В Канаде альбом стал бриллиантовым после миллиона проданных экземпляров. Международная федерация производителей фонограмм сертифицировала Falling into You как 9 раз платиновый — награда, которой было удостоено только два других альбома в истории, один из которых тоже альбом Дион — Let’s Talk About Love. Альбом также получил «Грэмми» как лучший поп-альбом и лучший альбом года. Статус Дион на мировой арене ещё сильнее утвердился, когда ей было предложено исполнить «The Power of the Dream» на церемонии открытия Олимпийских игр 1996 года в Атланте. В марте 1996 года Дион организовала тур в поддержку Falling into You, исполнив концерты по всему миру.
В 1997 году Дион выпустила Let’s Talk About Love, который был представлен как продолжение Falling into You. Для процесса записи, проходившего в Лондоне, Нью-Йорке и Лос-Анджелесе, были привлечены специальные гости, такие, как Барбра Стрейзанд для «Tell Him», Bee Gees для «Immortality», Лучано Паваротти для «I Hate You Then I Love You», а также Кэрол Кинг, сэр Джордж Мартин, Брайан Адамс и ямайская певица Диана Кинг, которая добавила оттенок регги к «Treat Her Like a Lady». Как и Falling into You, Let’s Talk About Love стал крупным успехом для Дион, достигнув номера один во всём мире и платинового статуса в 24 территориях продаж, став самым быстро продаваемым альбомом Дион за её карьеру. В США альбом возглавил чарт через семь недель после выхода и позже стал 10 раз платиновым после 10 миллионов проданных экземпляров. В Канаде альбом был продан тиражом 230 212 экземпляров в первую неделю после выпуска, что до сих пор остаётся рекордом. В конечном итоге он стал бриллиантовым в Канаде после миллиона проданных экземпляров. Самым успешным синглом альбома стала баллада «My Heart Will Go On», которая была написана Джеймсом Хорнером и Уиллом Дженнингсом и продюсирована Хорнером и Уолтером Афанасьеффом. Послужив любовной темой для блокбастера «Титаник», песня возглавила чарты по всему миру, став самой узнаваемой песней Дион, а также получив «Оскар» и «Золотой глобус» как лучшая песня для фильма. Песня также принесла Дион две премии «Грэмми» как «лучшее женское вокальное поп-исполнение» и «запись года» (сама песня получила четыре награды, но две были присуждены авторам песни). «My Heart Will Go On» и «Think Twice» сделали её единственной певицей в Великобритании с двумя синглами, проданными по миллиону раз. В поддержку альбома «Let’s Talk About Love» Дион организовала концертный тур.
Дион завершила 1990-е ещё тремя чрезвычайно успешными альбомами — рождественским альбомом These Are Special Times (1998), франкоязычным альбомом S’il suffisait d’aimer и сборником All the Way… A Decade of Song (1999). При создании These Are Special Times Дион стала более активно участвовать в процессе написания. Она написала песню «Don’t Save It All For Christmas Day» вместе с Риком Уэйком и Питером Зиззо. Этот альбом наиболее подвержен классическому влиянию, оркестровые аранжировки присутствуют практически на каждом треке. «I’m Your Angel» в дуэте с R. Kelly стал для Дион четвёртым американским синглом номером один и ещё одним хитом во всём мире. All the Way… A Decade of Song включил её самые успешные хиты в сочетании с семью новыми песнями, в том числе с заглавным синглом «That’s the Way It Is» — кавер-версией «The First Time Ever I Saw Your Face» Роберты Флэк — и с синглом «All the Way» в дуэте с Фрэнком Синатрой. Сам альбом стал очень успешным во всём мире, достигнув номера один в США в течение трёх недель. Альбом позже стал 7 раз платиновым в США после 7 миллионов проданных экземпляров. All the Way… A Decade of Song также возглавил чарты в Великобритании, Канаде и Австралии. Её последний франкоязычный студийный альбом 1990-х годов, S’il suffisait d’aimer, стал очень успешным, заняв вершины чартов во всех крупных франкоязычных странах, включая Францию, Швейцарию, бельгийскую Валлонию и Канаду. Во Франции альбом стал бриллиантовым после 1,5 миллиона проданных экземпляров. К концу 1990-х годов Селин Дион продала более 100 миллионов альбомов по всему миру и получила множество отраслевых наград. Её статус как одной из крупнейших поп-див музыкальной индустрии ещё более утвердился, когда ей предложили выступить в Divas Live на VH1 в 1998 году с суперзвёздами Аретой Франклин, Глорией Эстефан, Шанайей Твейн и Мэрайей Кэри. В том же году она получила две из самых высоких наград своей родной страны: «офицер Ордена Канады за выдающийся вклад в мир современной музыки» и «офицер Национального ордена Квебека». Год спустя она была введена в канадский Зал славы и была удостоена звезды на канадской Аллее славы.

### 2000—2003: перерыв,A New Day Has Come,One Heartи1 fille & 4 types
После выпуска тринадцати альбомов в 1990-х годах Дион заявила, что ей нужно успокоиться, избавиться от всеобщего внимания и насладиться жизнью. Диагностирование рака пищевода у Анжелила тоже побудило её к перерыву. Однако во время перерыва Дион не удалось избавиться от внимания. В 2000 году National Enquirer опубликовал ложную историю о певице. Напечатав фотографию Дион с мужем, журнал исказил слова Дион, опубликовав её с заголовком «Celine — 'I’m Pregnant With Twins!'» («Селин: „Я беременна близнецами!“»). Дион позднее подала иск против журнала на более чем двадцать миллионов долларов. Редакторы Enquirer напечатали извинение и полное опровержение в следующем номере и пожертвовали деньги Американскому онкологическому обществу в честь Дион и её мужа. Через год после инцидента, после прохождения лечения бесплодия, 25 января 2001 года Дион родила сына Рене-Чарльза Диона Анжелила в штате Флорида. После терактов 11 сентября 2001 года Дион вернулась на музыкальную сцену и в телевизионном выступлении исполнила песню «God Bless America» («Боже, благослови Америку») на благотворительном концерте «America: A Tribute to Heroes» («Америка: Дань героям»). Чак Тейлор из Billboard написал: «Выступление… напоминает, что сделало её одной из знаменитых вокалистов нашего времени: способность показывать эмоции, которые потрясают душу. Затрагивающее, значимое и наполненное благодатью, это музыкальное раздумье поделиться со всеми нами всё ещё ищет способы справиться с ситуацией». Дион исполнила её снова в 2003 году перед Супербоулом XXXVII в Сан-Диего.
В декабре 2001 года Дион опубликовала свою автобиографию «My Story, My Dream» («Моя история, моя мечта»), в которой описывается её история успеха.
Альбом A New Day Has Come, выпущенный в марте 2002 года, ознаменовал конец трёхлетнего отсутствия Дион в музыкальной индустрии. С обретением Дион материнской ответственности альбом показал более зрелую её сторону песнями «A New Day Has Come», «I’m Alive» и «Goodbye’s (The Saddest Word)». A New Day Has Come дебютировал как номер один в 17 странах, в том числе Великобритании и Канаде. В США альбом дебютировал под номером один в Billboard 200, с продажами за первую неделю в 527 тысяч экземпляров. В конечном итоге он стал трижды платиновым в США и 6 раз платиновым в Канаде.

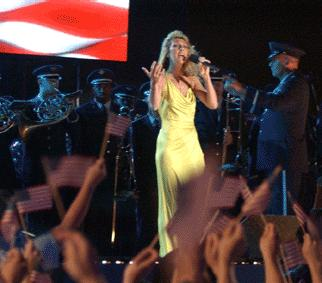
Дион, исполняющая «God Bless America» с членами оркестра резерва ВВС США в 2002 году

Хотя альбом был коммерчески успешным, критические обзоры предположили, что тексты песен «неживые» и он быстро забудется. Роб Шеффилд из журнала Rolling Stone и Кен Такер из Entertainment Weekly заявили, что музыка Дион не созрела во время её перерыва, и оценили её музыку как банальную и посредственную. Сэл Чинквумани из Slant Magazine назвал альбом «длинной коллекцией слезливой сентиментальщины». Первый сингл альбома, «A New Day Has Come», достиг номера 22 в чарте Billboard Hot 100, будучи релизом только для радио. В чарте Hot Adult Contemporary Tracks песня продержалась 21 неделю подряд под номером 1, побив рекорд на самое долгое нахождение в верхней части. В течение 2002 года Дион выступала на многих благотворительных концертах, VH1 Divas Live — концерт в пользу VH1 Save The Music Foundation, вместе с Шер, Анастейшей, Dixie Chicks, Мэри Джей Блайдж, Уитни Хьюстон, Синди Лаупер, Шакирой и Стиви Никс.
Черпая вдохновение из личного опыта, в 2003 году Дион выпустила One Heart — альбом, который представлял её признательность за жизнь. Альбом в основном состоял из танцевальной музыки. Хотя One Heart получил умеренный успех, альбом был встречен со смешанной критикой, и такие слова, как «предсказуемо» и «банально», появились даже в самых мягких отзывах. Кавер-версия хита Синди Лаупер «I Drove All Night», выпущенная для запуска её новой рекламной кампании с Chrysler, включала данс-поп и рок-н-ролл, но сама рекламная сделка была встречена со смешанной критикой.
После One Heart в 2004 году Дион выпустила свой следующий студийный альбом на английском языке — Miracle. Этот мультимедийный проект, задуманный Дион и фотографом Анной Геддес, был посвящён детям и материнству. Альбом был наполнен колыбельными и другими песнями материнской любви и вдохновения, двумя наиболее популярными из которых были кавер-версии «What a Wonderful World» Луи Армстронга и «Beautiful Boy» Джона Леннона. Отзывы на Miracle были неоднозначными. Стивен Томас Эрльюин из Allmusic.com дал альбому три из пяти звёзд, заявив, что «худшее, что можно сказать о записи: в ней нет никаких сюрпризов, но аудитории этой записи не нужны сюрпризы; они хотят комфорта, будь его источником полированная музыка или вычурные фотографии новорождённых, и Miracle предоставляет и то, и то, что делает его привлекательным для тех беременных или молодых мам из аудитории Дион». Чак Тейлор из журнала Billboard написал, что сингл «Beautiful Boy» был «неожиданным жемчугом», и назвал Дион «вневременной, чрезвычайно разносторонней певицей». Чак Арнольд из журнала People, однако, назвал альбом чрезмерно сентиментальным. Miracle дебютировал на четвёртом месте в Billboard 200 и стал номером один в Канаде и, в конце концов, получил статус платинового от RIAA.
Франкоязычный альбом 1 fille & 4 types («1 девушка и 4 парня»), выпущенный в октябре 2003 года, показал попытку Дион дистанцироваться от образа «дивы». Она наняла Жан-Жака Гольдмана, Гилдаса Арзеля, Эрика Бензи и Жака Венерузо, с которыми ранее работала над своими французскими альбомами S’il suffisait d’aimer и D’eux. Названный «альбомом удовольствия» самой Дион, альбом получил широкий коммерческий успех во Франции, Канаде и Бельгии, где он стал номером один. Во Франции альбом дебютировал как номер один и позже стал дважды платиновым после продажи свыше 700 тысяч экземпляров. Критик Стивен Эрльюин из AllMusic написал, что вокал Дион «вернулся на вершине своей игры» и что она «вернулась к основам попа».
Хотя альбомы Дион были коммерчески успешными, они не достигли уровня продаж или восприятия её предыдущих работ. Её песни получили меньше эфира, поскольку радио переключилось с баллад на современный урбан и хип-хоп. Однако к 2004 году Дион продала более 175 миллионов альбомов по всему миру и получила бриллиантовую награду World Music Awards за свои достижения.

### 2003—2007:A New Day…
В начале 2002 года Дион объявила о трёхлетнем контракте на 600 шоу по пять вечеров в неделю в развлекательной феерии «A New Day…» в Колизее в «Сизарс-пэласе» в Лас-Вегасе. Этот шаг был отмечен как «одно из самых умных бизнес-решений любого крупного музыканта». Идея для шоу появилась у Дион, когда она увидела выступление «O» Франка Драгоне. Она начала выступать 25 марта 2003 года на 4000-местной арене, созданной для её шоу. Премьеру посетили многие звёзды, в том числе Дик Кларк, Алан Тик, Кэти Гриффин и Джастин Тимберлейк. Шоу, организованное вместе с Драгоне, было сочетанием танцев, музыки и визуальных эффектов. Дион исполняла свои хиты, выступая со множеством танцоров и специальными эффектами.
Шоу было хорошо принято зрителями; несмотря на жалобы на дорогие билеты, они стабильно распродавались до конца в 2007 году. Цена билета в среднем была 135,33 доллара. Хореографом шоу была Миа Майклз. По данным Pollstar, Дион продала 322 тысячи билетов и заработала 43,9 миллиона долларов в первом полугодии 2005 года, а к июлю 2005 года распродала 315 из 384 шоу. К концу 2005 года Дион заработала более 76 миллионов долларов, заняв шестое место в списке Billboard’s Money Makers 2005 года. «A New Day…» был шестым самым продаваемым туром в Америке в 2006 году. Из-за успеха Дион продлила контракт в 2007 году за неназванную сумму. 5 января 2007 года было объявлено, что шоу закончится 15 декабря 2007 года. За всё своё существование шоу заработало 400 миллионов долларов и было посещено почти 3 миллионами фанатов. DVD «Live in Las Vegas — A New Day…» было выпущено 10 декабря 2007 года в Европе и на следующий день в Северной Америке.

### 2007—2010:D’elles,Taking Chancesи тур Taking Chances

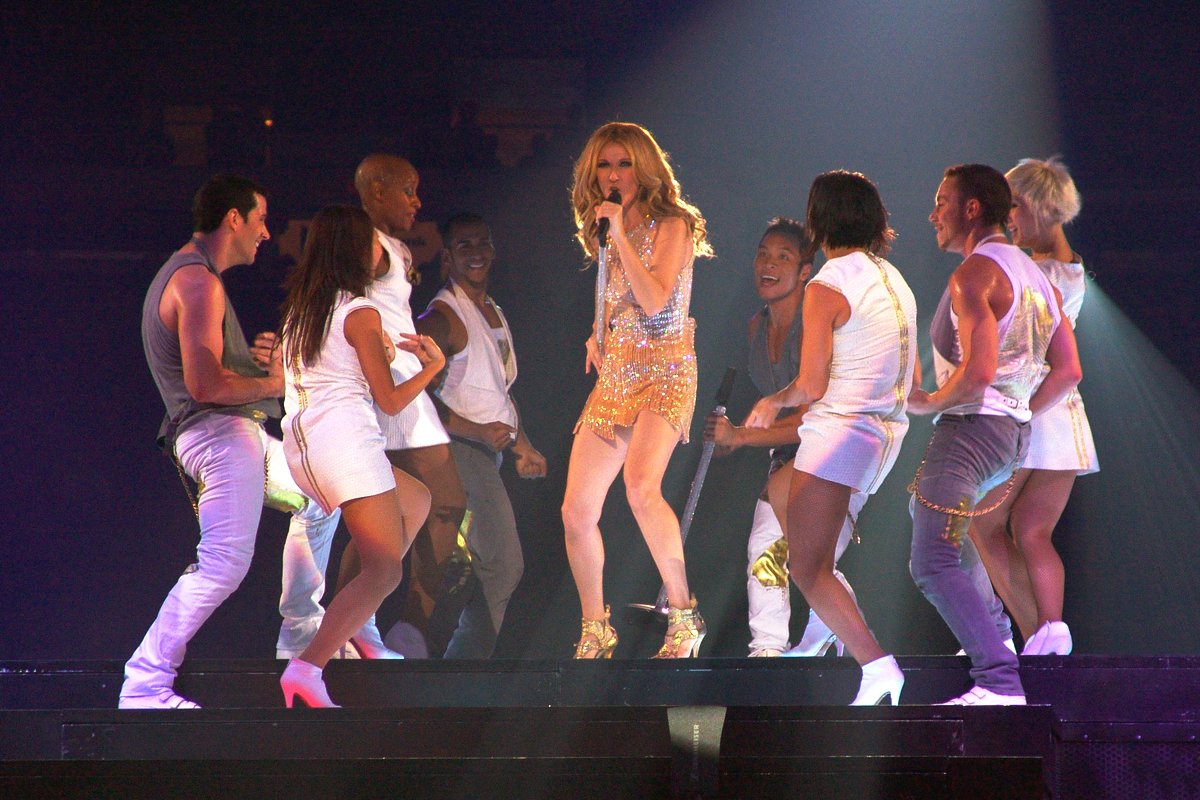
Селин Дион на сцене с танцорами исполняет River Deep Mountain High в рамках тура в поддержку альбома Taking Chances в сентябре 2008 года

Последний франкоязычный альбом Дион — D’elles («О них») — выпущен 21 мая 2007 года. Он дебютировал на вершине канадских чартов, будучи проданным 72 200 раз в первую неделю. В Канаде альбом стал дважды платиновым и в течение первого месяца был продан полмиллиона раз во всём мире. «D’Elles» также достиг № 1 во Франции и Бельгии. Первый сингл «Et s’il n’en restait qu’une (je serais celle-là)» («Если бы осталась только одна женщина (я бы была ей)») дебютировал на вершине французских чартов месяцем ранее. Дион выпустила свой последний английский альбом Taking Chances 12 ноября в Европе и 13 ноября в Северной Америке. Это её первый английский студийный альбом после One Heart 2003 года, в нём представлены поп, ритм-н-блюз и рок. Дион сотрудничала с Джоном Шенксом и бывшим гитаристом Evanescence Беном Муди, а также с Кристианом Лундином, Пиром Астромом, Линдой Перри, японской певицей Юной Ито и рэпером Ne-Yo. Она начала своё мировое турне в поддержку Taking Chances 14 февраля 2008 года в Южной Африке, проведя 132 выступления на стадионах и аренах пяти континентов.
Тур в поддержку Taking Chances имел большой успех в США, заняв № 1 в Billboard Boxscore. Кроме того, Дион появилась в Idol Gives Back второй год подряд. Она была номинирована на шесть наград «Джуно» в 2008 году и в следующем году ещё на три.
22 августа 2008 года Селин Дион провела бесплатное шоу на французском на полях Авраама в Квебеке к его 400-летию. На празднование собралось около 490 тысяч человек (вместе с ТВ-вещанием). Концерт под названием «Céline sur les Plaines» был выпущен на DVD 11 ноября 2008 года в Квебеке и 20 мая 2009 года во Франции. В конце октября Дион выпустила сборник лучших английских хитов под названием My Love: Essential Collection.
3 октября 2008 года в Канаде был выпущен телевизионный фильм-биография «Селин», рассказывающий о жизни певицы.
В мае 2009 года Селин Дион была названа 20-м исполнителем и 2-й исполнительницей десятилетия по продаваемости в США, продав примерно 17,57 миллиона альбомов. В июне 2009 года Forbes сообщил, что Дион заработала 100 миллионов долларов в 2008 году. Дион заработала 522,2 миллиона долларов в течение десятилетия, большая часть которых — доход от пятилетнего проживания в «Сизарс-пэласе».
17 февраля 2010 года Дион выпустила в кинотеатрах документальный фильм о своём туре в поддержку Taking Chances под названием «Селин: Мир её глазами». В фильме показаны кадры Дион на сцене, за кулисами и с семьёй. Фильм был выпущен на Blu-ray и DVD 4 мая 2010 года, вместе с CD/DVD «Taking Chances World Tour: The Concert», на котором запечатлено мировое турне с тем же названием. На 52-й церемонии «Грэмми» в феврале 2010 года Дион вместе с Кэрри Андервуд, Ашером, Дженнифер Хадсон и Смоки Робинсоном исполнила песню «Earth Song» в дань памяти Майклу Джексону.
В январе 2010 года Los Angeles Times представила свой ежегодный список десяти людей с крупнейшим годовым доходом, в котором Селин Дион заняла первое место за всё десятилетие, заработав 747,9 миллиона долларов с 2000 по 2009 год. Крупнейший доход ей принесла продажа билетов на общую сумму 522,2 миллиона долларов. Кроме того, в декабре 2009 года монреальская газета Le Journal de Quebec назвала Дион «артистом десятилетия» в родной канадской провинции Квебек. В мае 2010 года в опросе Harris Дион была названа самым популярным музыкантом в США, опередив U2, Элвиса Пресли и The Beatles.
В сентябре 2010 года она выпустила сингл «Voler» в дуэте с французским певцом Мишелем Сарду. Песня была позже включена в альбом Сарду. Кроме того, в октябре 2010 года было объявлено, что Дион написала новую песню для канадского певца Марка Дюпре под названием «Entre deux mondes».

### 2011—2013:Celine,Sans attendreиLoved Me Back to Life
В интервью журналу People, опубликованном в феврале 2010 года, Дион объявила, что вернётся в «Сизарс-пэлас» в Лас-Вегасе для «Celine» — семидесяти концертов в год на три года, начиная с 15 марта 2011 года. Она заявила, что в шоу будут представлены все песни из её репертуара и избранная музыка из классических голливудских фильмов.
В ходе подготовки к возвращению в Лас-Вегас Дион 21 февраля появилась в «Шоу Опры Уинфри» и рассказала о своих предстоящих шоу в «Сизарс-пэласе», а также о своей семье. Кроме того, в рекордно шестой раз Дион выступила на 83-й церемонии «Оскар», где исполнила песню «Smile». В сентябре Дион выпустила четырнадцатые духи из своей Celine Dion Parfums Collection под названием «Signature». 1 октября 2011 года на OWN Network состоялась премьера документального фильма «Celine: 3 Boys and a New Show» о жизни Дион: от месяцев до беременности двойней до подготовки к её новому шоу в Лас-Вегасе.
15 сентября 2011 года Дион приняла участие в бесплатном концерте тенора Андреа Бочелли в Центральном парке в Нью-Йорке. В 2012 году она выступала на 16-м Фестивале джаза и блюза на Ямайке. 2 ноября 2012 года Дион выпустила свой первый франкоязычный альбом за пять лет — Sans attendre.
В октябре 2012 года Sony Music Entertainment выпустила The Best of Celine Dion & David Foster в Азии. Селин начала записывать песни для своих следующих англоязычных и французских альбомов в апреле и мае 2012 года. Французский альбом Sanstendre был выпущен 2 ноября 2012 года и имел огромный успех во всех франкоязычных территориях, особенно во Франции, где он получил бриллиантовый статус. Выпуск англоязычного альбома был перенесён на 1 ноября 2013 года. Альбом Loved Me Back to Life включал сотрудничество с выдающейся командой авторов песен и продюсеров, включая дуэты с Ne-Yo и Стиви Уандером. Заглавный сингл «Loved Me Back to Life» был выпущен 3 сентября 2013 года. В ноябре 2013 года Селин Дион отправилась в турне по Бельгии и Франции.

### 2014—2018: Смерть мужа и альбомEncore un soir
16 мая 2014 года Дион выпустила альбом из трёх дисков (2CD / DVD и 2CD / Blu-ray) под названием Céline une seule fois / Live 2013, который вошёл в первую десятку в альбомных чартах во Франции, Канаде и Бельгии (Валлонии).
13 августа 2014 года Дион объявила об отсрочке на неопределённый срок всей своей деятельности в шоу-бизнесе, включая концертную резиденцию в «Сизарс-пэласе» в Лас-Вегасе, и отмене азиатского тура из-за ухудшения здоровья её мужа после того, как он перенёс раковую опухоль в декабре 2013 года.
20 марта 2015 года Селин Дион объявила, что вернётся в Колизей в «Сизарс-пэлас» в конце августа. 14 января 2016 года она отменила свои выступления до конца месяца из-за смерти мужа и брата от рака, однако уже в феврале возобновила концертную резиденцию.
В октябре 2015 года Дион объявила в социальных сетях, что начала работу над новым французским альбомом, разместив фотографию рядом с алжирским певцом Zaho. Французский сингл Дион «Encore un soir» был выпущен 24 мая 2016 года. 20 мая она выпустила кавер на песню Queen «The Show Must Go On» с участием Линдси Стирлинг на скрипке. 22 мая она исполнила эту песню на церемонии вручения премии Billboard Music Awards 2016 и получила премию Billboard Icon Award (врученную ей её сыном, Рене-Шарлем Анжелилом) в знак признания её карьеры, охватывающей более трёх десятилетий.

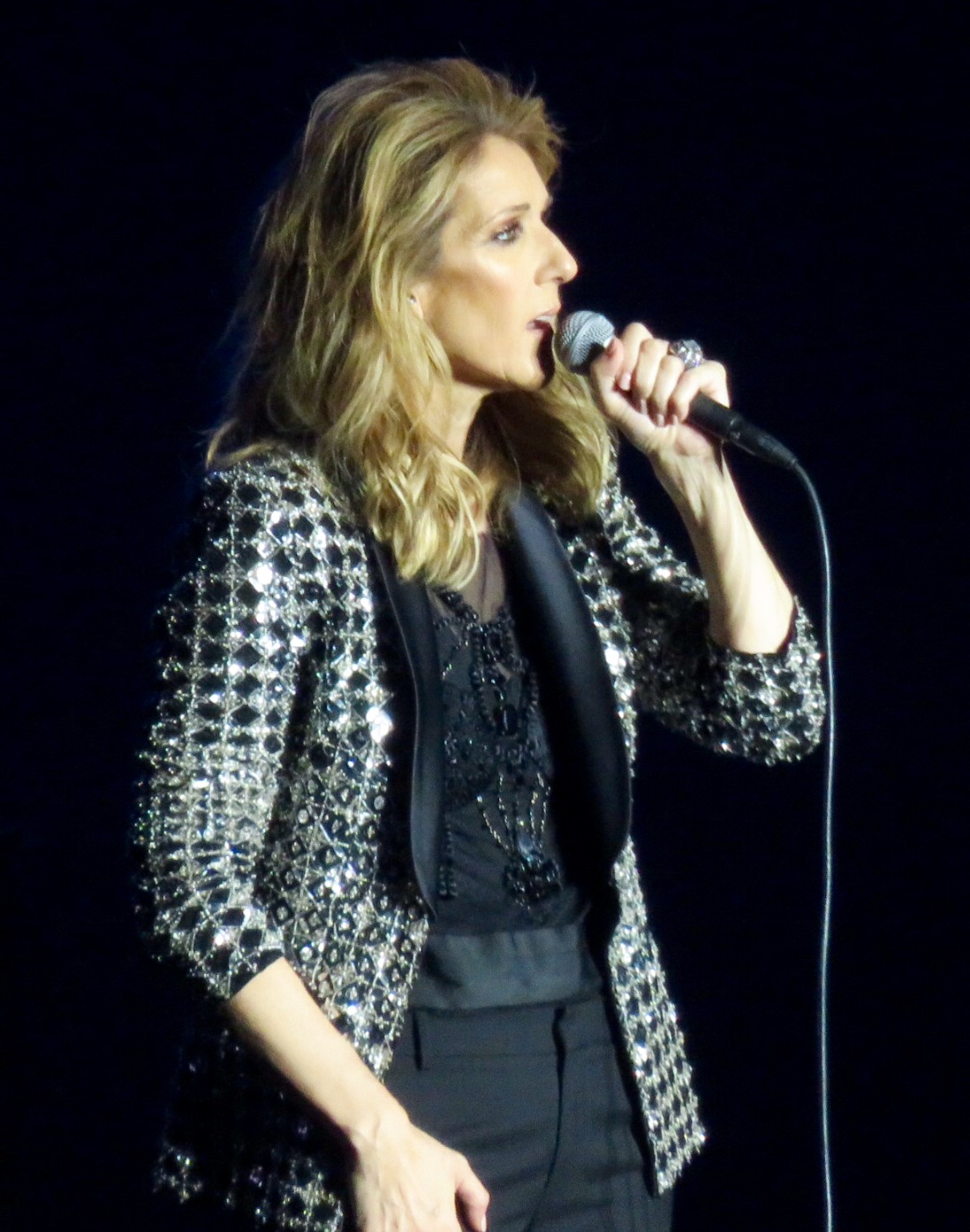
Селин Дион в 2017 году.

Новый французский альбом певицы Encore un soir вышел 26 августа 2016 года. Он состоит из пятнадцати треков, исполненных на французском языке. Альбом возглавил чарты во Франции, Канаде, Бельгии и Швейцарии. Он получил бриллиантовый статус во Франции, платиновый — в Канаде (дважды), Бельгии и Швейцарии. Было продано более 1,5 миллионов копий по всему миру.
В мае 2017 года Селин Дион выступила на премии Billboard Music Awards с песней «My Heart Will Go On» к 20-летию фильма «Титаник». Летом 2017 года Селин провела концертный тур по Европе. Celine Dion Live 2017 стал двенадцатым концертом певицы. Дион распродала все свои концерты в Европе. Она также побила рекорды в Соединённом Королевстве как самый кассовый артист на всех площадках Великобритании, где она выступала.
В мае 2018 года Дион выпустила новый саундтрек «Ashes» к фильму Дэдпул 2. Версия ремикса на песню возглавила чарт US Dance Club Songs в июле 2018 года. С июня по август 2018 года она гастролировала по Азиатско-Тихоокеанскому региону и собрала 56,5 миллиона долларов на 22 шоу.

### С 2019:Courage, Courage World Tour и состояние здоровья
В январе 2019 года Дион появилась на концерте памяти Ареты Франклин Aretha! A Grammy Celebration for the Queen of Soul, исполнив песню «A Change Is Gonna Come». 3 апреля 2019 года во время мероприятия Facebook Live певица объявила о своём мировом турне Courage 2019/2020, которое началось в Квебеке в сентябре этого же года. Она также анонсировала одноимённый альбом, вышедший в ноябре 2019 года. В день начала тура Дион выпустила три песни «Lying Down», «Courage» и «Imperfections» с альбома.
26 февраля 2020 года вышли две песни певицы в качестве эксклюзивных синглов на Spotify: акустическая версия «Imperfections» и кавер на композицию Криса Айзека «Wicked Game». Сам Айзек записал бэк-вокал для песни. 10 июня 2020 года Дион объявила, что её мировое турне Courage World Tour продолжится в 2021 году, которое было отложено из-за пандемии COVID-19.
21 мая 2021 года было объявлено об участии Дион в ноябрьской серии выступлений из десяти концертов при сотрудничестве с Resorts World Las Vegas. В июле 2021 года Billboard поставил певицу на третье место среди самых высокооплачиваемых музыкантов 2020 года с общим доходом в 17,5 миллионов долларов.
15 января 2022 года Дион опубликовала заявление об отмене концертов в марте и апреле по состоянию здоровья. 8 декабря 2022 года певица объявила, что будущие даты тура снова не состоятся по причине диагностированного у неё неизлечимого заболевания — cиндрома мышечной скованности. В мае 2023 года из-за самочувствия она вновь сообщила о переносе 25 европейских концертов, планировавшихся с августа этого же года по апрель 2024 года.
В 2023 году Дион впервые дебютировала на большом экране в фильме «Люби снова», где она сыграла вымышленную версию самой себя. В мае 2023 года был выпущен саундтрек, в который вошли пять новых песен и шесть прошлых композиций певицы.
25 июня 2024 года Селин Дион в сотрудничестве с Sony Music Entertainment и режиссером Ирен Тейлор выпустила документальный фильм о своей жизни и болезни I Am: Celine Dion.
В 2024 году запретила Дональду Трампу использовать свои песни в предвыборной кампании.

## Артистизм

### Влияние
Дион выросла, слушая музыку Ареты Франклин, Шарля Азнавура, Майкла Джексона, Кэрол Кинг, Энн Мюррей, Барбры Стрейзанд и группы «Bee Gees» — со всеми она впоследствии сотрудничала. По словам Дион, она также слушала таких исполнителей, как Дженис Джоплин, группы The Doobie Brothers и Creedence Clearwater Revival, но ей не приходилось петь в их жанре. Кроме того, она была вдохновлена Уитни Хьюстон, с которой Дион часто сравнивают. На музыку Дион повлияло большое число жанров, включая поп, рок, госпел, ритм-н-блюз и соул, а тексты её песен посвящены темам бедности, голода в мире и духовности, с акцентами на любовь и романтику. После рождения ребёнка в её текстах также стала подчёркиваться связь материнской и братской любви.

### Музыкальный стиль
Критики Дион утверждают, что её музыка часто отступает от попа и соула и отличается чрезмерной сентиментальностью. По словам Кейт Харрис из журнала Rolling Stone, «сентиментальность [Дион] напыщенна и вызывающа, а не сдержанная и серьёзная… [она] находится в конце цепочки резкой деволюции Арета—Уитни—Мэрайя. …Дион фактически выступает в качестве символа определённого рода поп-чувствительности — чем больше, тем лучше, слишком много никогда не бывает достаточно, и более зрелые эмоции более искренни». Французские песни Дион, напротив, как правило, глубже и разнообразнее английских и потому получались более убедительными.

### Голос и тембр
Дион часто называют одним из самых влиятельных голосов поп-музыки. Она описывалась как правящая «королева поп-музыки» из-за своего влияния на индустрию звукозаписи в 1990-х годах, наряду с Уитни Хьюстон и Мэрайей Кэри. В рейтинге «22 Greatest Voices in Music» журнала Blender и MTV она заняла девятое место (шестое из женщин), а в списке «The 100 Outstanding Pop Vocalists» журнала Cove — четвёртое. Дион часто сравнивают с Мэрайей Кэри из-за её вокального стиля и с её кумиром Барброй Стрейзанд из-за её голоса.
Согласно различным данным, вокальный диапазон Дион составляет пять октав. По словам Дион, её голосовой диапазон — меццо-сопрано, хотя, по словам Режин Креспен и Андре Тюбефа, она, скорее, имеет лирическое сопрано.

## Личная жизнь

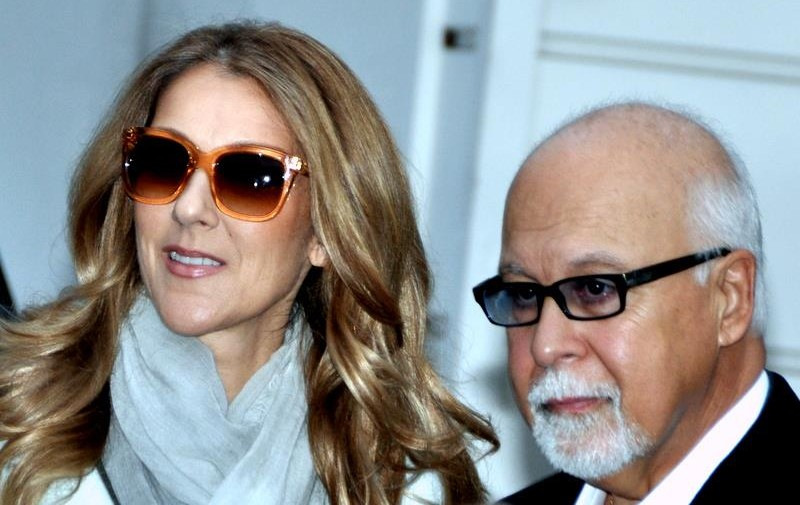
Дион и её муж Рене Анжелил в 2012 году

Дион познакомилась со своим мужем и менеджером Рене Анжелилом в 1980 году, когда ей было 12, а ему 38, когда она и её мать послали ему демозапись песни, которую написали. Они начали отношения в 1988 году и объявили о помолвке в 1991 году. 17 декабря 1994 года они поженились в соборе Монреальской Богоматери. 5 января 2000 года Дион и Анжелил подтвердили свои свадебные клятвы в Лас-Вегасе.
В мае 2000 года Дион перенесла две небольшие операции в клинике репродуктивной медицины в Нью-Йорке, чтобы улучшить свои шансы на зачатие, решив использовать экстракорпоральное оплодотворение после нескольких лет неудачных попыток забеременеть. Их первый сын, Рене-Шарль Анжелил, родился 25 января 2001 года. В мае 2010 года Анжелил объявил, что Дион находится на 14-й неделе беременности двойней после шестого экстракорпорального оплодотворения. В субботу, 23 октября 2010 года, в 11:11 и 11:12 утра соответственно, в медицинском центре Святой Марии в Уэст-Палм-Бич (Флорида) Дион с помощью кесарева сечения родила двух здоровых близнецов. Близнецы были названы Эдди (в честь любимого композитора Дион Эдди Марне) и Нельсоном (в честь бывшего президента ЮАР, Нельсона Манделы). Дион появилась со своими новорождёнными сыновьями на обложке канадского издания журнала Hello 9 декабря 2010 года.
15 октября 2010 года Селин Дион была назначена послом доброй воли ФАО ООН.
14 января 2016 года Рене Анжелил умер в возрасте 73 лет в собственном доме в Лас-Вегасе после продолжительной борьбы с раком. Спустя два дня 59-летний брат певицы, Даниэль, скончался от рака горла, языка и головного мозга.
В декабре 2022 года певица сообщила на своей странице в Instagram, что у неё было диагностировано неизлечимое неврологическое заболевание — синдром мышечной скованности.

## Дискография
| Франкоязычные альбомы - 1981: La voix du bon Dieu - 1981: Céline Dion chante Noël - 1982: Tellement j’ai d’amour… - 1983: Les chemins de ma maison - 1983: Chants et contes de Noël - 1984: Mélanie - 1985: C’est pour toi - 1987: Incognito - 1991: Dion chante Plamondon (Des mots qui sonnent) - 1995: D’eux - 1998: S’il suffisait d’aimer - 2003: 1 fille & 4 types - 2007: D’elles - 2012: Sans attendre - 2016: Encore un soir | Англоязычные альбомы - 1990: Unison - 1992: Celine Dion - 1993: The Colour of My Love - 1996: Falling into You - 1997: Let’s Talk About Love - 1998: These Are Special Times - 2002: A New Day Has Come - 2003: One Heart - 2004: Miracle - 2007: Taking Chances - 2013: Loved Me Back to Life - 2019: Courage |

## Концертные туры и стационарные шоу
| Год       | Название                           | Записи |
| --------- | ---------------------------------- | --- |
| 1983—1984 | Les chemins de ma maison tournée   | — |
| 1985      | Céline Dion en concert             | LP Céline Dion en concert                                                                                               |
| 1988      | Incognito tournée                  | — |
| 1990—1991 | Unison Tour                        | VHS Unison |
| 1992—1993 | Celine Dion in Concert             | — |
| 1994—1995 | The Colour of My Love Tour         | CD À l’Olympia |
| 1995      | D’eux Tour                         | VHS/DVD Live à Paris; CD Live à Paris                                                                                   |
| 1996—1997 | Falling Into You: Around the World | VHS Live in Memphis |
| 1998—1999 | Let's Talk About Love World Tour   | VHS/DVD Au cœur du stade; CD Au cœur du stade                                                                           |
| 2003—2007 | A New Day…                         | DVD/BD Live in Las Vegas — A New Day…; CD A New Day... Live in Las Vegas                                                |
| 2008—2009 | Taking Chances World Tour          | DVD Céline sur les Plaines; DVD/BD Celine: Through the Eyes of the World; DVD/CD Taking Chances World Tour: The Concert |
| 2011—2019 | Celine                             | — |
| 2013      | Tournée Européenne 2013            | DVD/BD/2CD Céline une seule fois / Live 2013                                                                            |
| 2016      | Summer Tour 2016                   | — |
| 2017      | Celine Dion Live 2017              | — |
| 2018      | Celine Dion Live 2018              | Céline Dion Live at Tokyo Dome 2018                                                                                     |
| 2019—2020 | Courage World Tour                 | — |

## Фильмография
| Год  | Название                             | Роль                  | Примечание                    |
| ---- | ------------------------------------ | --------------------- | ----------------------------- |
| 1991 | Des fleurs sur la neige              | Elisa Trudel          | Мини-сериал                   |
| 1997 | Няня                                 | Камео                 | Эпизод «Fran’s Gotta Have It» |
| 1998 | Прикосновение ангела                 | Камео                 | Эпизод «Psalm 151»            |
| 2007 | Все мои дети                         | Камео                 | 1 эпизод                      |
| 2012 | Джунгли зовут! В поисках Марсупилами | Камео                 |                               |
| 2014 | Маппеты 2                            | Piggy Fairy Godmother |                               |
| 2023 | Люби снова                           | В роли себя           |                               |
| 2024 | I Am: Celine Dion                    | В роли себя           | Документальный фильм          |

## Фильмы
| Название      | Год  | Режиссёр        | В роли Селин Дион | Примечания                                        |
| ------------- | ---- | --------------- | ----------------- | ------------------------------------------------- |
| «Голос любви» | 2020 | Валери Лемерсье | Валери Лемерсье   | Основан на биографии Селин Дион с изменением имен |